# DB (Inschrift)

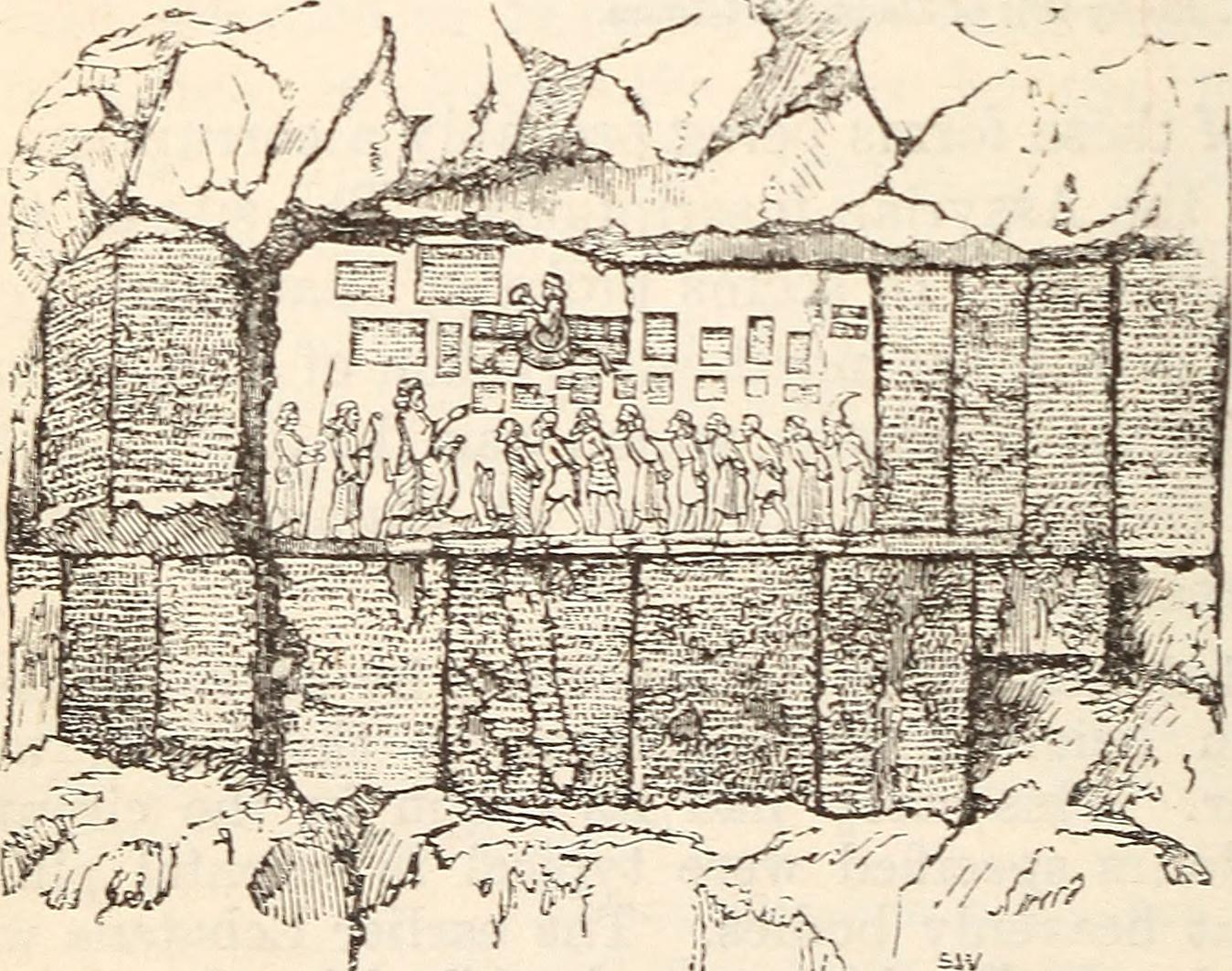
Zeichnung des Reliefs von William Smith 1861

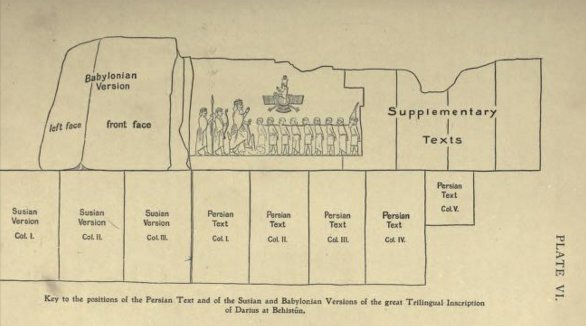
Schematische Darstellung der großen Inschrift von Leonard William und Reginald Campbell Thompson, 1907.

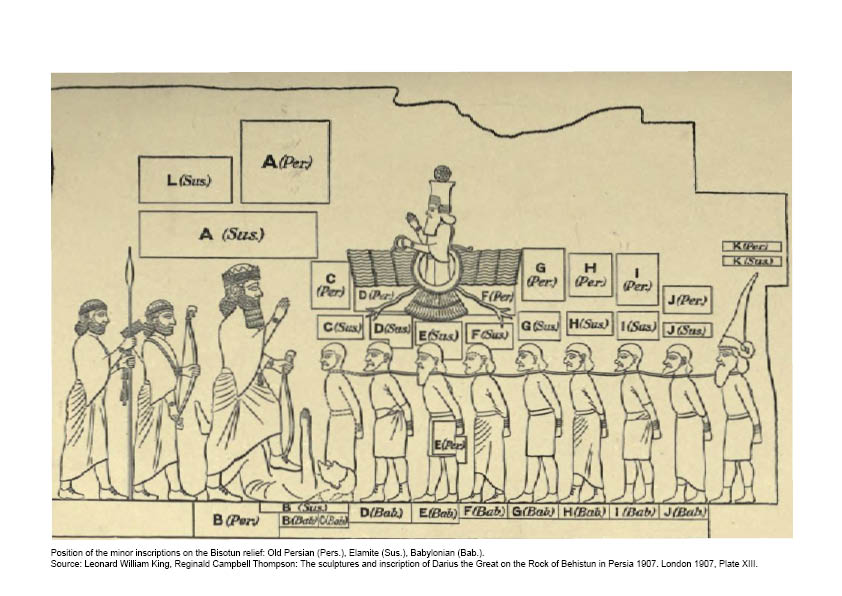
Position der Beischriften

DB ist die Abkürzung der Behistun-Inschrift von Dareios I. (D). Sie wurde in Bisotun (B) entdeckt. Die Inschrift liegt in altpersischer, elamischer und babylonischer (bzw. akkadischer im neubabylonischen Dialekt verfasster) Sprache vor. Der Begriff DB wird für die große Inschrift als auch für alle Inschriften inklusive der Beischriften verwendet.

## Inhalt

### Die große Inschrift DB
„1. Spalte
§1. Ich (bin) Darius, der große König, König der Könige, König in Persien, König der Länder, des Hystaspes Sohn, des Arsames Enkel, der Achämenide.
§2. Es spricht der König Darius: Mein Vater ist Hystaspes, des Hystaspes Vater (war) Arsames, des Arsames Vater Ariaramnes, des Ariaramnes Vater Teispes, des Teispes Vater Achämenes.
§3. Es spricht der König Darius: Deswegen werden wir Achämeniden genannt. Von alters her sind wir adlich, von alters her war unser Geschlecht königlich.
§4. Es spricht der König Darius: 8 meines Geschlechtes waren vor dem Könige. Ich bin der neunte. 9 sind wir in zwei Reihen Könige.
§5.  Es spricht der König Darius: Nach dem Willen Ahuramazdas bin ich König; Ahuramazda übertrug mir die Herrschaft.
§6. Diese (sind) die Länder, die mir zu Teil wurden; nach dem Willen Ahuramazdas war ich ihr König: Persien, Elam, Babylon, Assyrien, Arabien, Ägypten, die des Meeres, Sardes, Ionien, Medien, Armenien, Kappadokien, Parthien, Drangiana, Areia, Chorasmien, Baktrien, Sogdiana, Gandara, Saka, Sattagydien, Arachosien, Maka: im ganzen 23 Länder.
§7. Es spricht der König Darius: Diese Länder, die mir zufielen, nach dem Willen Ahuramazdas wurden sie mir untertänig. Sie brachten mir Tribut. Was ihnen von mir gesagt wurde - sei es bei Nacht oder bei Tage - das taten sie.
§8. Es spricht der König Darius: In diesen Ländern habe ich einen Mann, der umsichtig war, wohl gehalten; wer feindlich war, den habe ich streng bestraft. Nach dem Willen Ahuramazdas wandelten diese Länder in meinem Gesetz. Wie ihnen von mir gesagt wurde, so taten sie.
§9. Es spricht der König Darius: Ahuramazda hat mir diese Herrschaft verliehen. Ahuramazda brachte mir Hilfe, bis ich diese Herrschaft erlangte. Nach dem Willen Ahuramazdas besitze ich diese Herrschaft.
§10. Es spricht der König Darius: Dies (ists), was ich tat nach dem Willen Ahuramazdas, nachdem ich König geworden war. Einer, namens Kambyses, des Kyros Sohn, aus unserem Geschlechte, der war hier König. Jener Kambyses hatte einen Bruder, namens Smerdis, von derselben Mutter und demselben Vater wie Kambyses. Da tötete Kambyses jenen Smerdis. Als Kambyses den Smerdis getötet hatte, war es dem Volke nicht bekannt, daß Smerdis getötet worden war. Darauf zog Kambyses nach Ägypten. Als Kambyses nach Ägypten gezogen war, da wurde das Volk feindlich, und die Lüge wurde groß im Lande, sowohl in Persien, als auch in Medien und in den übrigen Ländern.
§11. Es spricht der König Darius: Da war ein Mann, ein Mager, namens Gaumāta, der empörte sich von Pišiiāuuādā, von einem Berge, namens Arakadriš, aus. Am 14. Uiiakna (Addaru) [14. März 522 v. Chr.] war es, als er sich empörte. Das Volk log er also an: „Ich bin Smerdis, des Kyros Sohn, des Kambyses Bruder.“ Darauf wurde das ganze Volk abtrünnig von Kambyses und ging zu jenem über, sowohl Persien als auch Medien und die übrigen Länder. Die Herrschaft ergriff er. Am 9. Garmapada [2. April 522 v. Chr.] war es, da ergriff er die Herrschaft. Darauf starb Kambyses durch eigene Hand.
§12. Es spricht der König Darius: Diese Herrschaft, die Gaumāta der Mager dem Kambyses entrissen hatte, diese Herrschaft hatte von alters her unserem Geschlechte gehört. Dann entriß Gaumāta der Mager dem Kambyses sowohl Persien als auch Medien und die übrigen Länder, brachte (sie) an sich, machte (sie) zu seinem Eigentum, er ward König.
§13. Es spricht der König Darius: Es war niemand, weder ein Perser noch ein Meder noch irgend einer unseres Geschlechtes, der jenem Gaumāta dem Mager die Herrschaft entrissen hätte. Das Volk fürchtete ihn sehr, er möchte viele Leute töten, die vormals Smerdis gekannt hatten; deswegen möchte er die Leute töten: „damit man mich nicht erkenne, daß ich nicht Smerdis bin, des Kyros Sohn“. Niemand wagte etwas zu sagen in betreff Gaumātas des Magers, bis ich kam. Da flehte ich zu Ahuramazda. Ahuramazda brachte mir Hilfe. Am 10. Bāgajādiš [29. September 522 v. Chr.] war es, da tötete ich mit wenigen Männern jenen Gaumāta den Mager und die Männer, die seine vornehmsten Anhänger gewesen waren. (Es gibt) ein Schloß namens Sikajauuatiš (in) eine(r) Gegend namens Nisāja in Medien, dort tötete ich ihn, entriß ihm die Herrschaft. Nach dem Willen Ahuramazdas ward ich König. Ahuramazda übertrug mir die Herrschaft.
§14. Es spricht der König Darius: Die Herrschaft, die von unserem Geschlechte genommen war, brachte ich zurück, stellte es an seinen Platz so wie vordem. Ich baute die Tempel auf, die Gaumāta der Mager zerstört hatte. Ich gab dem Volke wieder das Weideland, die Viehherden und die Wohnung(en) und zwar in den Häusern, die ihnen Gaumāta der Mager entrissen hatte. Ich stellte das Volk an seinen Platz so wie vordem, Persien, Medien und die übrigen Länder. Ich brachte wieder, was weggebracht worden war. Nach dem Willen Ahuramazdas tat ich dies. Ich gab mir Mühe, bis ich unser Haus an seinen Platz gestellt hatte so wie vordem. Ich gab mir Mühe nach dem Willen Ahuramazdas, bis (es wurde, als ob) Gaumāta der Mager unser Haus nicht weggebracht hätte.
§15. Es spricht der König Darius: Folgendes tat ich, nachdem ich König geworden war.
§16. Es spricht der König Darius: Als ich Gaumāta den Mager getötet hatte, da war ein Mann namens Āçina, des Upadarma Sohn, der empörte sich in Elam, also sprach er zum Volke: „Ich bin König in Elam“. Da wurden die Elamiten abtrünnig, sie gingen zu jenem Āçina über, er ward König in Elam. Und es war ein Mann, ein Babylonier, namens Nidintu-Bel, des Aniri' Sohn, der empörte sich in Babylon, das Volk log er also an: „Ich bin Nabu-kudurri-usur, des Nabu-na'id Sohn“. Da ging das ganze babylonische Volk zu jenem Nidintu-Bel über, Babylon ward abtrünnig, die Herrschaft in Babylon
ergriff er.
§17. Es spricht der König Darius: Da schickte ich nach Elam. Jener Āçina ward gefesselt zu mir gebracht. Ich tötete ihn.
§18. Es spricht der König Darius: Darauf zog ich nach Babylon gegen jenen Nidintu-Bel, der sich Nabu-kudurri-usur nannte. Das Heer des Nidintu-Bel hielt den Tigris (besetzt), dort war es aufgestellt, und dabei war die Flottille. Da legte ich Leute auf Schläuche, andere machte ich von Kamelen getragen, anderen führte ich Rosse zu. Ahuramazda brachte mir Hilfe. Nach dem Willen Ahuramazdas setzten wir über den Tigris. Dort schlug ich das Heer Nidintu-Bels gar sehr. Am 26. Arnādija (Kislimu) [13. Dezember 522 v. Chr.] war es, da lieferten wir die Schlacht.
§19. Es spricht der König Darius: Darauf zog ich nach Babylon. Als ich an Babylon noch nicht heran war, da (war) eine Stadt namens Zazannu am Euphrat, dorthin zog jener Nidintu-Bel, der sich Nabu-kudurri-usur nannte, mit dem Heere mir entgegen um eine Schlacht zu liefern. Hierauf lieferten wir die Schlacht. Ahuramazda brachte mir Hilfe. Nach dem Willen Ahuramazdas schlug ich das Heer Nidintu-Bels gar sehr. Der Feind wurde in das Wasser getrieben, das Wasser riß ihn fort. Am 2. Anāmaka (Tebetu) [18. Dezember 522 v. Chr.] war es, da lieferten wir die Schlacht.
2. Spalte
§20. Es spricht der König Darius: Darauf floh Nidintu-Bel mit wenigen Reitern und zog nach Babylon. Da zog ich nach Babylon. Nach dem Willen Ahuramazdas nahm ich Babylon ein und jenen Nidintu-Bel gefangen. Darauf tötete ich jenen Nidintu-Bel in Babylon.
§21. Es spricht der König Darius: Während ich in Babylon war, (waren es) diese Länder, die von mir abtrünnig wurden: Persien, Elam, Medien, Assyrien, Ägypten, Parthien, Margiana, Sattagydien, Sake(nland).
§22. Es spricht der König Darius: (Es war) ein Mann namens Martiya, des Kikikriš Sohn, in einer Stadt namens Kuganakā, in Persien, da wohnte er, der empörte sich in Elam, also sprach er zum Volke: „Ich bin Ummanniš, König in Elam“.
§23. Es spricht der König Darius: Damals war ich auf dem Marsche nach Elam. Da fürchteten sich die Elamiten vor mir, ergriffen jenen Martiya, der ihr Oberster war, und töteten ihn.
§24. Es spricht der König Darius: Ein Mann, namens Prauartis, ein Meder, der empörte sich in Medien, also sprach er zum Volke: „Ich bin Khšathrita aus dem Geschlechte des Huuakštra.“ Darauf wurde das medische Heer, das im Palaste (war), von mir abtrünnig. Es ging zu jenem Prauartis über. Er ward König in Medien.
§25. Es spricht der König Darius: Das persische und medische Heer, das bei mir war, das war klein. Da sandte ich das Heer aus. Einen Perser namens Uidarna, meinen Diener, den machte ich zu ihrem Obersten, also sprach ich zu ihnen: „Zieht hin! Jenes medische Heer schlagt, das sich nicht mein nennt!“ Da zog jener Uidarna mit dem Heere fort. Als er nach Medien kam, (war) eine Stadt namens Märuš, in Medien, dort lieferte er den Medern eine Schlacht. Der unter den Medern der Oberste war, dieser hielt damals nicht Stand. Ahuramazda brachte mir Hilfe. Nach dem Willen Ahuramazdas schlug mein Heer jenes abtrünnige Heer gar sehr. Am 27. Anāmaka (Tebetu) [12. Januar 521 v. Chr.] war es, da ward ihnen die Schlacht geliefert. Darauf erwartete mich dieses mein Heer in einer Gegend namens Kampada, in Medien so lange, bis ich nach Medien kam.
§26. Es spricht der König Darius: Einen Armenier namens Dādaršiš, meinen Diener, den sandte ich nach Armenien, also sprach ich zu ihm: „Zieh hin! Das Heer, das abtrünnig geworden ist und sich nicht mein nennt, das schlage!“ Da zog Dādaršiš fort. Als er nach Armenien kam, da sammelten sich die Empörer und zogen gegen Dādaršiš um eine Schlacht zu liefern. (Bei einem) Ort namens Zuzu, in Armenien, dort lieferten sie die Schlacht. Ahuramazda brachte mir Hilfe. Nach dem Willen Ahuramazdas schlug mein Heer jenes abtrünnige Heer gar sehr. Am 8. Turauāhara (Aiiaru) [21. Mai 521 v. Chr.] war es, da ward ihnen die Schlacht geliefert.
§27. Es spricht der König Darius: Zum 2. Male sammelten sich die Empörer und zogen gegen Dādaršiš um eine Schlacht zu liefern. (Bei einer) Burg namens Tigra, in Armenien, dort lieferten sie die Schlacht. Ahuramazda brachte mir Hilfe. Nach dem Willen Ahuramazdas schlug mein Heer jenes abtrünnige Heer gar sehr. Am 18. Turauāhara (Aiiaru) [31. Mai 521 v. Chr.] war es, da ward ihnen die Schlacht geliefert.
§28. Es spricht der König Darius: Zum 3. Male sammelten sich die Empörer und zogen gegen Dādaršiš um eine Schlacht zu liefern. Bei einer Burg namens Uiamā, in Armenien, dort lieferten sie die Schlacht. Ahuramazda brachte mir Hilfe. Nach dem Willen Ahuramazdas schlug mein Heer jenes abtrünnige Heer gar sehr. Am 9. Tāigarkiš (Simannu) [21.Juni 521 v. Chr.] war es, da ward ihnen die Schlacht geliefert. Darauf wartete Dādaršiš auf mich in Armenien so lange, bis ich nach Medien kam.
§29. Es spricht der König Darius: Einen Perser namens Uaumisa, meinen Diener, den sandte ich nach Armenien, also sprach ich zu ihm: „Zieh hin! Das Heer, das abtrünnig (geworden ist und) sich nicht mein nennt, das schlage!“ Da zog Uaumisa fort. Als er nach Armenien gekommen war, da sammelten sich die Empörer und zogen gegen Uaumisa um eine Schlacht zu liefern. (In einer) Gegend namens Izalā, in Assyrien, dort lieferten sie die Schlacht. Ahuramazda brachte mir Hilfe. Nach dem Willen Ahuramazdas schlug mein Heer jenes abtrünnige Heer gar sehr. Am 15. Anāmaka (Tebetu) [31.Dez.522 v. Chr.] war es, da wurde ihnen die Schlacht geliefert.
§30. Es spricht der König Darius: Zum 2. Male sammelten sich die Empörer und zogen gegen Uaumisa um eine Schlacht zu liefern. (In einer) Gegend namens Autiiāra, in Armenien, dort lieferten sie die Schlacht. Ahuramazda brachte mir Hilfe. Nach dem Willen Ahuramazdas schlug mein Heer jenes abtrünnige Heer gar sehr. Am letzten Turauāhara (30. Aiiaru) [12.Juni 521 v. Chr.] war es, da wurde ihnen die Schlacht geliefert. Dann wartete Uaumisa auf mich in Armenien, bis ich nach
Medien kam.
§31. Es spricht der König Darius: Darauf brach ich von Babylon auf und zog nach Medien. Als ich nach Medien kam, (da war) eine Stadt namens Kunduruš, in Medien, dorthin war jener Prauartiš, der sich König in Medien nannte, mit dem Heere mir entgegen gezogen um eine Schlacht zu liefern. Dann lieferten wir die Schlacht. Ahuramazda brachte mir Hilfe. Nach dem Willen Ahuramazdas schlug ich das Heer des Prauartiš gar sehr. Am 25. Adukan(a)iša [Spätsommer oder Herbst 521 v. Chr.] war es, da lieferten wir die Schlacht.
§32. Es spricht der König Darius: Darauf floh jener Prauartiš mit wenigen Reitern. (Es gibt) eine Gegend namens Ragā, in Medien, dorthin zog er. Da sandte ich das Heer nach. Prauartiš ward ergriffen und zu mir geführt. Ich schnitt ihm Nase, Ohren und Zunge ab und stach ihm die Augen aus. In meinem Tore ward er gefesselt gehalten, alles Volk sah ihn. Dann ließ ich ihn in Ekbatana pfählen, und die Männer, die seine vornehmsten Anhänger gewesen waren, ließ ich in Ekbatana innerhalb der Burg aufhängen.
§33. Es spricht der König Darius: Ein Mann namens Kiratakma, ein Sagartier, der wurde mir abtrünnig, also sprach er zu dem Volke: „Ich bin König in Sagartien aus dem Geschlechte des Huuakštra“. Da sandte ich das persische und medische Heer aus. Einen Meder namens Takmaspāda, meinen Diener, den machte ich zu ihrem Obersten, also sprach ich zu ihnen: „Zieht hin! Das abtrünnige Heer, das sich nicht mein nennt, das schlagt!“ Da zog Takmaspāda mit dem Heere fort. Eine Schlacht lieferte er dem Kiratakma. Ahuramazda brachte mir Hilfe. Nach dem Willen Ahuramazdas schlug mein Heer jenes abtrünnige Heer gar sehr, sie nahmen den Kiratakma gefangen und führten ihn zu mir. Darauf schnitt ich ihm Nase und Ohren ab und stach ihm die Augen aus. In meinem Tore wurde er gefesselt gehalten, alles Volk sah ihn. Dann ließ ich ihn in Arbela pfählen.
§34. Es spricht der König Darius: Dies (ists), was von mir in Medien getan wurde
§35. Es spricht der König Darius: Parthien und Hyrkanien waren von mir abtrünnig geworden und hatten sich (Anhänger) des Prauartiš genannt. Mein Vater Hystaspes, der war in Parthien, ihn verließ das Volk und ward abtrünnig. Da zog Hystaspes mit dem Heere, das ihm ergeben (geblieben war), fort. (Es gibt) eine Stadt namens Uišpauzātis in Parthien, dort lieferte er den Parthern eine Schlacht. Ahuramazda brachte mir Hilfe. Nach dem Willen Ahuramazdas schlug Hystaspes jenes abtrünnige Heer gar sehr. Am 22. Uiiakna (Addaru) [5. Februar 521 v. Chr.] war es, da ward ihnen die Schlacht geliefert.
3. Spalte
§36. Es spricht der König Darius: Darauf sandte ich das persische Heer zu Hystaspes von Ragā aus. Als jenes Heer zu Hystaspes kam, da nahm Hystaspes jenes Heer und zog fort. (Es gibt) eine Stadt namens Patigrabanā, in Parthien, dort lieferte er den Empörern eine Schlacht. Ahuramazda brachte mir Hilfe. Nach dem Willen Ahuramazda schlug Hystaspes jenes abtrünnige Heer gar sehr. Am 1. Garmapada [3. April 520 v. Chr.] war es, da ward ihnen die Schlacht geliefert.
§37. Es spricht der König Darius: Darauf wurde das Land mein. Das (ists), was von mir in Parthien getan wurde.
§38. Es spricht der König Darius: Ein Land namens Margiana, das wurde mir abtrünnig. Einen Mann namens Prāda, einen Margier, den machten sie zu (ihrem) Obersten. Da schickte ich zu einem Perser namens Dādaršiš, meinem Diener, dem Satrapen in Baktrien, also sprach ich zu ihm: "Zieh hin! Jenes Heer schlage, das sich nicht mein nennt!" Da zog Dādaršiš mit dem Heere fort. Eine Schlacht lieferte er den Margiern. Ahuramazda brachte mir Hilfe. Nach dem Willen Ahuramazdas schlug mein Heer jenes abtrünnige Heer gar sehr. Am 23. Āriiādiia (Kislimu) [28. Dezember 521 v. Chr.] war es, da ward ihnen die Schlacht geliefert.
§39. Es spricht der König Darius: Darauf wurde das Land mein. Dies (ists), was von mir in Baktrien getan wurde.
§40. Es spricht der König Darius: (Es war) ein Mann namens Uahiazdāta. (Es gibt) eine Stadt namens Tārauā, eine Gegend namens Iautiiā, in Persien, dort hielt er (sich auf), der empörte sich als zweiter in Persien, also sprach er zum Volke: „Ich bin Smerdis, des Kyros Sohn“. Da wurde jenes persische Volk, das im Palaste die Ehrfurcht verlassen hatte, von mir abtrünnig, ging zu jenem Uahiazdāta über. Er ward König in Persien.
§41. Es spricht der König Darius: Darauf sandte ich das persische und medische Heer aus, das bei mir war. Einen Perser namens Artauardiia, meinen Diener, den machte ich zu ihrem Obersten. Das andere persische Heer zog mir nach Medien nach. Dann zog Artauardiia mit (seinem) Heere nach Persien. Als er nach Persien kam, (da war) eine Stadt namens Rakā, in Persien, dorthin zog jener Uahiazdāta, der sich Smerdis nannte, mit dem Heere gegen Artauardiia um eine Schlacht zu liefern. Dann lieferten sie die Schlacht. Ahuramazda brachte mir Hilfe. Nach dem Willen Ahuramazdas schlug mein Heer jenes Heer des Uahiazdāta gar sehr. Am 12. Turauāhara (Aiiaru) [25. Mai 521 v. Chr.] war es, da ward ihnen die Schlacht geliefert.
§42. Es spricht der König Darius: Darauf floh Uahiazdāta mit wenigen Reitern und zog nach Pišiiāuuādā. Von dort marschierte er wieder mit dem Heer gegen Artauardiia um eine Schlacht zu liefern. (Es gibt einen) Berg namens Parga, dort lieferten sie die Schlacht. Ahuramazda brachte mir Hilfe. Nach dem Willen Ahuramazdas schlug mein Heer jenes Heer des Uahiazdāta gar sehr. Am 5. Garmapada [7. April 520 v. Chr.] war es, da ward ihnen die Schlacht geliefert. Jenen Uahiazdāta ergriff er, und die Männer, die seine vornehmsten Anhänger waren, ergriff er auch.
§43. Es spricht der König Darius: Darauf ließ ich jenen Uahiazdāta und die Männer, die seine vornehmsten Anhänger waren, a(in einer) Stadt namens Uuādaikaia, in Persien, pfählen.
§44. Es spricht der König Darius: Dies (ists), was von mir in Persien getan wurde.
§45. Es spricht der König Darius: Dieser Uahiazdāta, der sich Smerdis nannte, der hatte ein Heer nach Arachosien gesandt gegen einen Perser namens Uiuāna, meinen Diener, den Satrapen in Arachosien, einen Mann zu ihrem Führer gemacht und also zu ihnen gesprochen: „Zieht hin! Den Uiuāna schlagt und jenes Heer, das sich des Königs Darius nennt!“ Darauf war jenes Heer, das Uahiazdāta ausgesandt hatte, gegen Uiuāna gezogen, um eine Schlacht zu liefern. (Es gibt eine) Burg namens Kāpišakāniš, dort lieferten sie die Schlacht. Ahuramazda brachte mir Hilfe. Nach dem Willen Ahuramazdas schlug mein Heer jenes abtrünnige Heer
gar sehr. Am 13. Anāmaka (Tebetu) [16. Januar 520 v. Chr.] war es, da ward ihnen die Schlacht geliefert.
§46. Es spricht der König Darius: Wiederum sammelten sich die Empörer und zogen gegen Uiuāna um eine Schlacht zu liefern. (In einer) Gegend namens Gandutaua, dort lieferten sie die Schlachtf. Ahuramazda brachte mir Hilfe. Nach dem Willen Ahuramazdas schlug mein Heer jenes abtrünnige Heer gar sehr. Am 7. Uiiakna (Addaru) [10. März 520 v. Chr.] war es, da ward ihnen die Schlacht geliefert.
§47. Es spricht der König Darius: Darauf floh jener Mann, der der Oberste jenes Heeres (war), das Uahiazdāta gegen Uiuāna ausgesandt hatte, mit wenigen Reitern und zog fort. (Es gibt) eine Burg namens Aršādā, in Arachosien, nach dieser zog er hin. Da zog Uiuāna mit dem Heere ihm auf dem Fuße nach, nahm ihn dort gefangen und die Männer, die seine vornehmsten Anhänger waren, tötete er.
§48. Es spricht der König Darius: Darauf wurde das Land mein. Das (ists), was von mir in Arachosien getan ward.
§49. Es spricht der König Darius: Während ich in Persien und Medien war, wurden die Babylonier zum 2. Male von mir abtrünnig. Ein Mann namens Araka, ein Armenier, des Haldita Sohn, der empörte sich in Babylon. (Es gibt eine) Gegend namens Dubāla, von da aus (empörte er sich). Er log das Volk also an: „Ich bin Nabu-kudurri-usur, des Nabu-na'id Sohn“. Darauf wurde das babylonische Volk von mir abtrünnig, ging zu jenem Araka über, Babylon nahm er ein, er ward König in Babylon.
§50. Es spricht der König Darius: Darauf sandte ich ein Heer nach Babylon. Einen Perser namens Uindaparnā, meinen Diener, den machte ich zu ihrem Obersten, also sprach ich zu ihnen: „Zieht hin! Jenes babylonische Heer schlagt, das sich nicht mein nennt!“ Da zog Uindaparnā mit dem Heere fort nach Babylon. Ahuramazda brachte mir Hilfe. Nach dem Willen Ahuramazdas schlug Uindaparnā die Babylonier und nahm (sie) gefangenb. Am 22. Margagana [27. November 521 v. Chr.] war es, da nahm er jenen Araka, der sich Nabu-kudurri-usur nannte, und die Männer, die seine vornehmsten Anhänger waren, gefangen. Darauf erließ ich Befehl. Jener Araka und die Männer, die seine vornehmsten Anhänger waren, wurden in Babylon gepfählt.
4. Spalte
§51. Es spricht der König Darius: Das (ist's), was in Babylon von mir getan ward.
§52. Es spricht der König Darius: Dies (ist's), was ich tat nach dem Willen Ahuramazdas in einem und demselben Jahre, nachdem ich König geworden war. 19 Schlachten lieferte ich. Nach dem Willen Ahuramazdas schlug ich sie und nahm 9 Könige gefangen: Einer namens Gaumāta war ein Mager, der log, also sprach er:  „Ich bin Smerdis, des Kyros Sohn“; der machte Persien abtrünnig. Ein Elamit namens Āçina, der log, also sprach er: „Ich bin König in Elam“; der machte mir Elam abtrünnig. Ein Babylonier namens Nidintu-Bel, der log, also sprach er: „Ich bin Nabu-kudurri-usur, des Nabu-na'id Sohn“; der machte Babylon abtrünnig. Ein Perser namens Martiya, der log, also sprach er: „Ich bin Ummanniš, in Elam König“; der machte Elam abtrünnig. Ein Meder namens Prauartiš, der log, also sprach er: „Ich bin Kšatrita, aus des Huuakštra Geschlecht“; der machte Medien abtrünnig. Ein Sagartier namens Kiratakma, der log, also sprach er: „Ich bin König in Sagartien, aus des Huuakštra Geschlecht“; der machte Sagartien abtrünnig. Ein Margier namens Prāda, der log, also sprach er: „Ich bin König in Margiana“; der machte Margiana abtrünnig. Ein Perser namens Uahiazdāta, der log, also sprach er: „Ich bin Smerdis, des Kyros Sohn“, der machte Persien abtrünnig. Ein Armenier namens Araka, der log, also sprach er: „Ich bin Nabu-kudurri-usur, des Nabu-na'id Sohn“; der machte Babylon abtrünnig.
§53. Es spricht der König Darius: Diese 9 Könige nahm ich in diesen Schlachten gefangen.
§54. Es spricht der König Darius: Diese Länder, die abtrünnig wurden, die Lüge machte sie abtrünnig, weil diese das Volk belogen. Darnach gab sie Ahuramazda in meine Hände. Wie es mein Wille (war), also tat ich ihnen.
§55. Es spricht der König Darius: Du, der du später König sein wirst, vor der Lüge hüte dich sehr. Einen Mann, der ein Lügner ist, den bestrafe streng, wenn du so denkst: „Mein Land soll' unversehrt sein!“
§56. Es spricht der König Darius: Dies, was ich tat, nach dem Willen Ahuramazdas tat ich es in einem und demselben Jahre. Du, der du später diese Inschrift lesen wirst, glaub das, was von mir getan worden ist, halte es nicht für Lüge!
§57. Es spricht der König Darius: Als Ahuramazda-Bekenner möchte ich erklären, daß dies wahr, nicht erlogen (ist, was) ich in einem und demselben Jahr getan habe.
§58. Es spricht der König Darius: Nach dem Willen Ahuramazdas ist von mir auch vieles andere getan worden. Das ist in dieser Inschrift nicht beschrieben; deswegen ist es nicht beschrieben worden, damit nicht (dem), der später diese Inschrift liest, das zu viel scheine, was von mir getan, er dies nicht glaube, (sondern) für Lüge halte.
§59. Es spricht der König Darius: So lange die früheren Könige waren, ist von diesen das nicht getan worden, wie von mir nach dem Willen Ahuramazdas in einem und demselben Jahre getan worden ist.
§60. Es spricht der König Darius: Nun glaube du, was von mir getan worden ist, so (…) verbirg nicht! Wenn du diesen Bericht nicht verbirgst, (sondern) dem Volke verkündest, möge Ahuramazda dein Freund sein, deine Familie zahlreich sein, und du sollst lange leben.
§61. Es spricht der König Darius: Wenn du diesen Bericht verbirgst, dem Volke nicht verkündest, möge Ahuramazda dich schlagen, und Familie dir nicht sein.
§62. Es spricht der König Darius: Dies, was ich tat in einem und demselben Jahre, nach dem Willen Ahuramazdas tat ich (es). Ahuramazda brachte mir Hilfe und die anderen Götter, die es gibt.
§63. Es spricht der König Darius: Deswegen brachte mir Ahuramazda Hilfe und die anderen Götter, die es gibt, weil ich nicht feindselig war, nicht lügnerisch war, nicht gewalttätig war, weder ich noch meine Familie. Nach Recht und Billigkeit bin ich gegangen. Weder einer Waise noch einem Armen habe ich Gewalt angetan. Ein Mann, der meinem Hause half, den habe ich wohlgehalten; wer schadete, den habe ich streng bestraft.
§64. Es spricht der König Darius: Du, der du später König sein wirst, ein Mann, der lügnerisch ist oder der gewalttätig ist, denen sei nicht Freund, bestrafe (sie) streng!
§65. Es spricht der König Darius: Du, der du später diese Inschrift sehen wirst, die ich geschrieben habe, oder diese Bilder, zerstöre sie nicht, (sondern) solange du kannst, erhalte sie!
§66. Es spricht der König Darius: Wenn du diese Inschrift siehst oder diese Bilder (und) sie nicht zerstörst, sondern solange die Kraft (vorhanden) ist, erhältst, möge Ahuramazda dein Freund sein, und deine Familie zahlreich sein, und du sollst lange leben, und was du tust, das soll dir Ahuramazda groß machen.
§67. Es spricht der König Darius: Wenn du diese Inschrift siehst oder diese Bilder, sie zerstörst und nicht, solange die Kraft (vorhanden) istb, erhältst, möge Ahuramazda dich schlagen und Familie dir nicht sein, und was du tust, das soll dir Ahuramazda niederreißen.
§68. Es spricht der König Darius: Dies (sind) die Männer, die damals dabei waren, bis ich Gaumāta den Mager tötete, der sich Smerdis nannte; damals leisteten diese Männer Hilfe als meine Anhänger: Ein Perser namens Uindaparnā, des Vāyaspāra Sohn; ein Perser namens Utāna, des Tukra
Sohn; ein Perser namens Gaubaruva, des Marduniya Sohn; ein Perser namens Uidarna, des Bagābignahyā Sohn; ein Perser namens Baghabuxša, des Dâtuvahya Sohn; ein Perser namens Ardumaniš, des Vahauka Sohn.
§69. Es spricht der König Darius: Du, der du später König sein wirst, die Nachkommenschaft dieser Männer halte wohl!
§70. Es spricht der König Darius: Nach dem Willen Ahuramazdas schuf ich Inschriften in anderer Weise, auf arisch", was vormals nicht war, sowohl (…) als auch (…) als auch (…) als auch (…) machte ich, und es ward geschrieben und mir (…) vorgelesen. Darauf sandte ich diese Inschriften in alle Länder; die Leute erkannten (sie) an.
5. Spalte
§71. Es spricht der König Darius: Dies (ists), was ich tat im vierten und fünften Jahre [518/517 v. Chr.], nachdem ich König geworden war. Ein Land namens Elam, das ward abtrünnig. Einen Menschen namens -mamaita, einen Elamiten, den machten sie zum Obersten. Da sandte ich ein Heer nach Elam; einen Perser namens Gaubaruua, meinen Diener, den machte ich zu ihrem Obersten. Da zog Gaubaruua mit dem Heere nach Elam. Eine Schlacht lieferte er den Elamiten. Da schlug Gaubaruua die Elamiten und (…), und ihren Obersten nahm er gefangen, brachte ihn zu mir, und ich tötete ihn. Darauf wurde das Land mein.
§72. Es spricht der König Darius: (…) Ahuramazda (… )Ahuramazda verehr(t)e ich. Nach dem Willen Ahuramazdas tat ich ihnen so, wie es mein Wille war.
§73. Es spricht der König Darius: Wer Ahuramazda verehrt und, solange die Kraft (vorhanden) ist, und des Lebens und (…)
§74. Es spricht der König Darius: (…) zog ich gegen Sakenland (…) den Tigris (…) zum Meer (…) setzte ich über (…) Sake (…) tötete ich, einen anderen nahmen sie gefangen und brachten ihn gefesselt zu mir und ich tötete ihn (…) namens Skunka, den nahm (…) gefangen (…) dort machte ich einen anderen zum Obersten, wie (es) mein Wille war. Darauf wurde das Land mein.
§75. Es spricht der König Darius: (…) nicht Ahuramazda (…) Ahuramazda verehr(t)e ich. Nach dem Willen Ahuramazdas tat ich ihnen so, wie es mein Wille war.
§76. Es spricht der König Darius: Wer Ahuramazda verehrt und, solange die Kraft (vorhanden) ist, des Lebens und (…)“

#### Ergänzungen
„[§4.] Es kündet Dareios, der König: Acht (gibt es) in/aus meinem Geschlecht, die früher Könige waren; ich (bin) der neunte; neun sind wir nach wie vor Könige.
[§11.] (…) Dann starb Kambyses seines eigenen Todes.
[§70.] Es kündet Dareios, der König: Nach dem Willen Ahuramazdas (ist) dies die Fassung der Inschrift, die ich hinzugesetzt habe, (und zwar) auf Arisch. 
(Auch) auf Ton und auf Pergament wurde sie angebracht. Hinzugesetzt habe ich auch die Namenangabe' (und) hinzugesetzt habe ich den (meinen) Stammbaum. Und sie wurde niedergeschrieben und vor mir vorgelesen. Daraufhin habe ich diese Fassung der Inschrift ausgesandt überallhin in die Länder. Das Volk kooperierte (dabei). 
[§75.] Es kündet Dareios, der König: Diese Saken waren treulos, und Ahuramazda wurde nicht von ihnen verehrt. Ich (aber) habe Ahuramazda verehrt; nach dem Willen Ahuramazdas wie es mein Wunsch (war), so behandelte ich sie (verfuhr ich mit ihnen).
[§76.] Es kündet Dareios, der König: Wer Ahuramazda verehrt, dem soll (seine) Bitte (gewährt) sein, sowohl zu Lebzeiten als auch, (wenn er) tot (ist).“

### DBa
Die Beischrift DBa liegt in altpersischer und elamischer Sprache vor. Die babylonische Version fehlt. DBa wurde zusammen mit dem Relief erstellt und ist die älteste von allen Inschriften. Die vier Paragraphen sind inhaltlich bis auf kleine Abweichungen identisch mit den ersten vier Absätzen der großen Inschrift.

### DBb
Die Beischrift DBb liegt in altpersischer, elamischer und babylonischer Sprache vor.

„Dieser Gaumāta der Mager log, also sprach er: „Ich bin Smerdis, des Kyros Sohn; ich bin König“.“

### DBc
Die Beischrift DBc liegt in altpersischer, elamischer und babylonischer Sprache vor.

„Dieser Āçina log, also sprach er: „Ich bin König in Elam“.“

### DBd
Die Beischrift DBd liegt in altpersischer, elamischer und babylonischer Sprache vor.

„Dieser Nidintu-Bel log, also sprach er: „Ich bin Nabu-kudurri-usur, des Nabu-na'id Sohn; ich bin König in Babylon“.“

### DBe
Die Beischrift DBe liegt in altpersischer, elamischer und babylonischer Sprache vor.

„Dieser Prauartiš log, also sprach er: „Ich bin Kšatrita, aus des Huuakštra Geschlecht; ich bin König in Medien“.“

### DBf
Die Beischrift DBf liegt in altpersischer, elamischer und babylonischer Sprache vor.

„Dieser Martiya log, also sprach er: „Ich bin Ummanniš, in Elam König“.“

### DBg
Die Beischrift DBg liegt in altpersischer, elamischer und babylonischer Sprache vor.

„Dieser Kisatakma log, also sprach er: „Ich bin König in Sagartien, aus des Huuakštra Geschlecht“.“

### DBh
Die Beischrift DBh liegt in altpersischer, elamischer und babylonischer Sprache vor.

„Dieser Uahiazdāta log, also sprach er: „Ich bin Smerdis, des Kyros Sohn; ich bin König“.“

### DBi
Die Beischrift DBi liegt in altpersischer, elamischer und babylonischer Sprache vor.

„Dieser Arahu log, also sprach er: „Ich bin Nabu-kudurri-usur, des Nabu-na'id Sohn; ich bin König in Babylon“.“

### DBj
Die Beischrift DBj liegt in altpersischer, elamischer und babylonischer Sprache vor.

„Dieser Prāda log, also sprach er: „Ich bin König in Margiana“.“

### DBk
Die Beischrift DBk liegt in altpersischer und elamischer Sprache vor.

„Dies (ist) Skunka der Sake.“

### DBl
DBl liegt in elamischer Sprache vor. Es handelt sich um einen „Nachtrag“ zur elamischen Version der großen Inschrift und ist im Inhalt identisch mit §70 der altpersischen Sprachversion.